# Accidente aéreo en Tver de 2023
El accidente aéreo en Tver ocurrió el 23 de agosto de 2023 cuando un vuelo privado nacional ruso que volaba de Moscú a San Petersburgo se estrelló matando a 10 personas, incluidos tres miembros de la tripulación. Los primeros informes inicialmente no confirmados, incluido uno de la agencia de noticias estatal rusa TASS, señalaron que el jefe del Grupo Wagner, Yevgueni Prigozhin y Dmitri Utkin, estaban entre las víctimas mortales.

## Incidente
El avión se estrelló en la región de Tver, aproximadamente a sesenta millas al norte de su punto de partida en Moscú. El avión era un jet privado fabricado por el fabricante brasileño de aviones Embraer;y según reportes era un Embraer Legacy 600 del propio Prigozhin, aunque algunos grupos de medios rusos afirman que era propiedad de MNT-Aero LLC, una empresa de transporte empresarial.
Un canal de Telegram asociado a Wagner afirmó que el avión en el que se encontraba Prigozhin fue derribado por las defensas aéreas rusas en el Óblast de Tver, al norte de Moscú. Ocho cadáveres fueron encontrados y dos personas que también estaban a bordo del avión desaparecieron. Minutos después del incidente surgieron imágenes del accidente en todo el mundo incluido un video que muestra la aeronave en un aparente giro plano y estrellándose en el suelo sin su estabilizador vertical.
Flightradar24 indicó que el avión había ascendido a 28 000 pies después del despegue. Las imágenes del accidente mostraban a la aeronave en una aparente entrada en pérdida antes de estrellarse contra el suelo, aparentemente sin su estabilizador vertical o una de las alas.

## Avión
El aparato en cuestión era un avión de negocios Embraer EMB-135BJ Legacy 600 construido en 2007 con el número de serie 14501008, que inicialmente estaba registrado a nombre del fabricante Embraer con el número de matrícula PT-SKY. El 19 de octubre de 2007, la máquina fue entregada a su primer operador, la eslovena Linxair, donde entró en servicio con el número de matrícula S5-ABL. El 30 de septiembre de 2015, la empresa austríaca International Jet Management se hizo cargo de la máquina y la registró con el número de matrícula OE-IFF. Desde el 24 de octubre de 2017, el avión estaba en funcionamiento en la aerolínea de carga con base en Estambul MNG Jet. El 2 de octubre, fue registrado en Autolex Transport (Seychelles), una empresa afectada por sanciones contra Rusia desde el ataque a Ucrania debido a su conexión con Yevgeny Prigozhin. Llevaba el número de matrícula de avión M-SAAN de la Isla de Man durante este período. Desde el 9 de septiembre de 2020 se registró al Embraer con el número de matrícula RA-02795 a nombre del grupo Wagner. El jet ejecutivo bimotor estaba equipado con dos motores turbofan Rolls-Royce AN AE3007A1P. 

## Pasajeros y tripulación
Entre los 10 miembros del personal del vuelo que figuran en la lista se encuentran Yevgueni Prigozhin y Dmitri Utkin y 3 miembros de la tripulación de vuelo. Prigozhin y Utkin son líderes del grupo ruso CMP Wagner, un mercenario que se rebeló muy brevemente contra el gobierno ruso en la misma fecha, dos meses antes. El historial de vuelo de los pilotos aún no se ha publicado.

### Personas a bordo

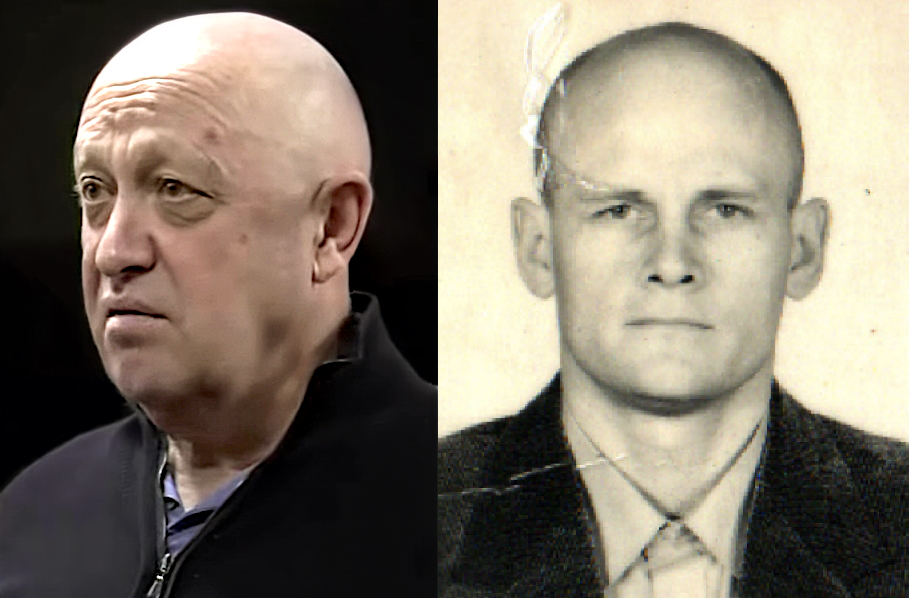
En el accidente murieron Yevgueni Prigozhin (izquierda) y Dmitri Utkin (derecha).

La Agencia Federal de Transporte Aéreo de Rusia publicó la lista oficial de pasajeros del avión. De las diez personas que figuraban en el vuelo, siete eran pasajeros:
- Yevgueni Prigozhin: fundador, líder y portavoz del grupo Wagner.[21]
- Dmitri Utkin: El líder de las operaciones militares de Wagner y de quien lleva el nombre el grupo.[21]
- Serguéi Propustin: veterano y oficial de Wagner.[21][22]
- Yevgueni Makaryan: guardaespaldas de Prigozhin.[21][22]
- Alexander Totmin: guardaespaldas de Prigozhin.[21][22]
- Valeri Chekalov: el líder de seguridad y logística exterior de Wagner.[21]
- Nikolái Matyuseev: veterano y oficial de Wagner.[21][22]

Y tres eran miembros de la tripulación:
- Alekséi Levshin: piloto.[23]
- Rustam Karimov: copiloto.[23]
- Kristina Raspopova: asistente de vuelo.[23]

Prigozhin, Utkin y Chekalov ocupaban puestos de liderazgo dentro del grupo ruso PMC Wagner, una organización mercenaria que se había rebelado brevemente contra el gobierno ruso dos meses antes. El abierto desafío de Prigozhin al régimen del presidente Vladímir Putin, a pesar de su papel anterior como aliado prominente, junto con la manera relativamente moderada en que se resolvió la rebelión mediante negociaciones que permitieron a Prigozhin evadir el castigo, habían llevado a los analistas a considerarlo como un "hombre muerto caminando".

## Investigación
Después de que se informó del accidente, el Ministerio de Situaciones de Emergencia comenzó a investigar el accidente. Las autoridades también «abrieron una causa penal por violación de las normas de seguridad del tráfico y explotación del transporte aéreo».

## Reacciones

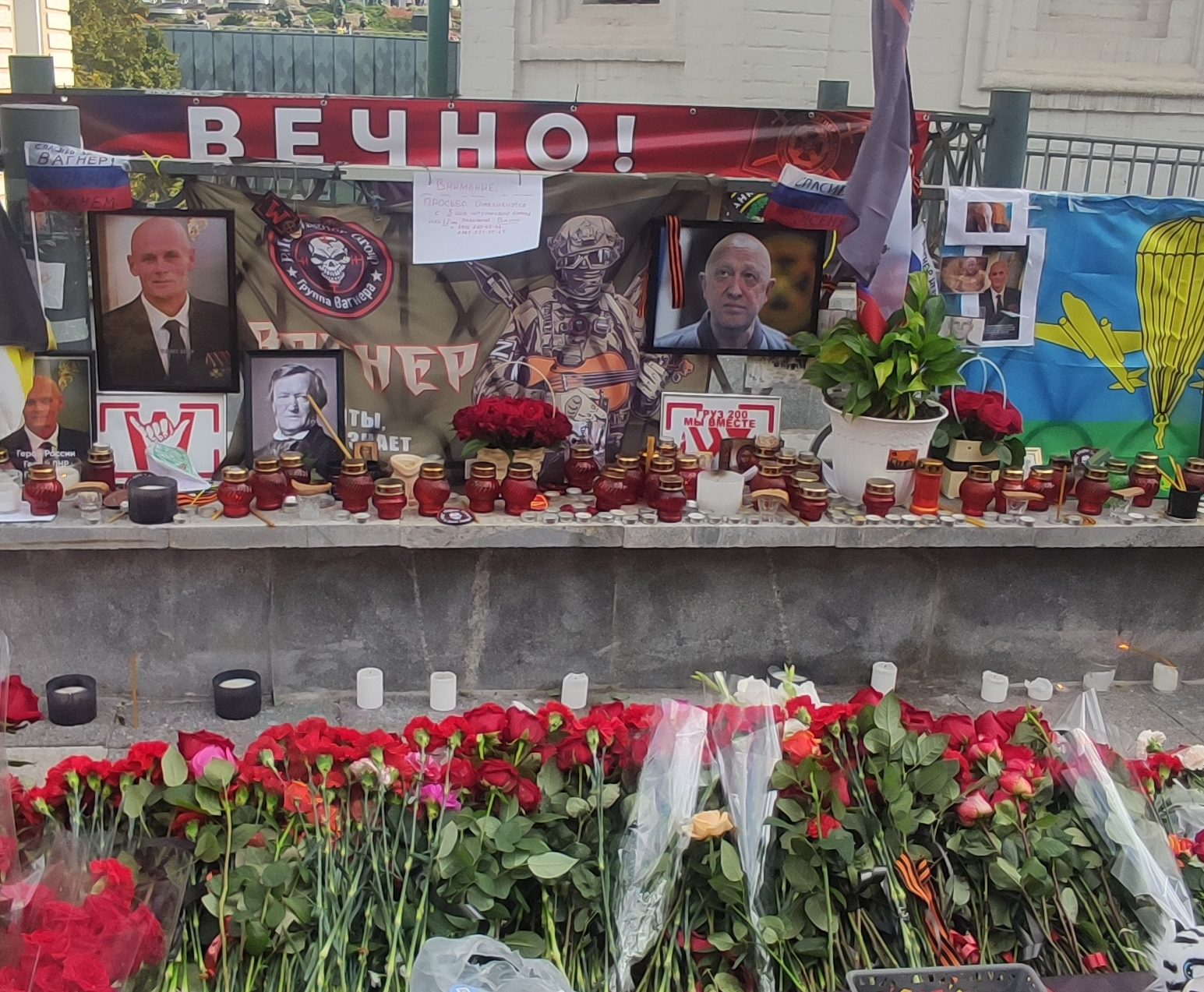
Memorial improvisado a Yevgueni Prigozhin y Dmitri Utkin en Moscú

La cobertura del desastre se limitó a un breve reportaje de 30 segundos en la edición de esa noche de Vremya, el programa de noticias insignia del canal de televisión estatal Piervy Kanal. En la sede de Wagner en San Petersburgo se creó un santuario espontáneo, adornado con flores y velas.
En respuesta a la noticia de la muerte de Prigozhin, funcionarios de Estados Unidos, incluida la portavoz del Consejo de Seguridad Nacional de los Estados Unidos, Adrienne Watson, y el presidente Joe Biden, comentaron que no fue una "sorpresa". Cuando se le preguntó sobre la atribución de responsabilidad, Biden añadió: "No sucede mucho en Rusia que Putin no esté detrás, pero no sé lo suficiente para saber la respuesta". El director de la CIA, William Joseph Burns, comentó que "la venganza es un plato que Putin prefiere servir frío".Las muertes de Prigozhin y Utkin se encuentran entre varias muertes repentinas de funcionarios rusos desde 2022 consideradas sospechosas. 
El Centro Nacional de Resistencia de Ucrania informó que se vieron convoyes de personal y vehículos de Wagner saliendo de sus bases en Bielorrusia y dirigiéndose hacia la frontera rusa, pero que las Fuerzas de Operaciones Especiales de Bielorrusia estaban intentando interceptarlos.